# Gerbod el Flamenco, conde de Chester

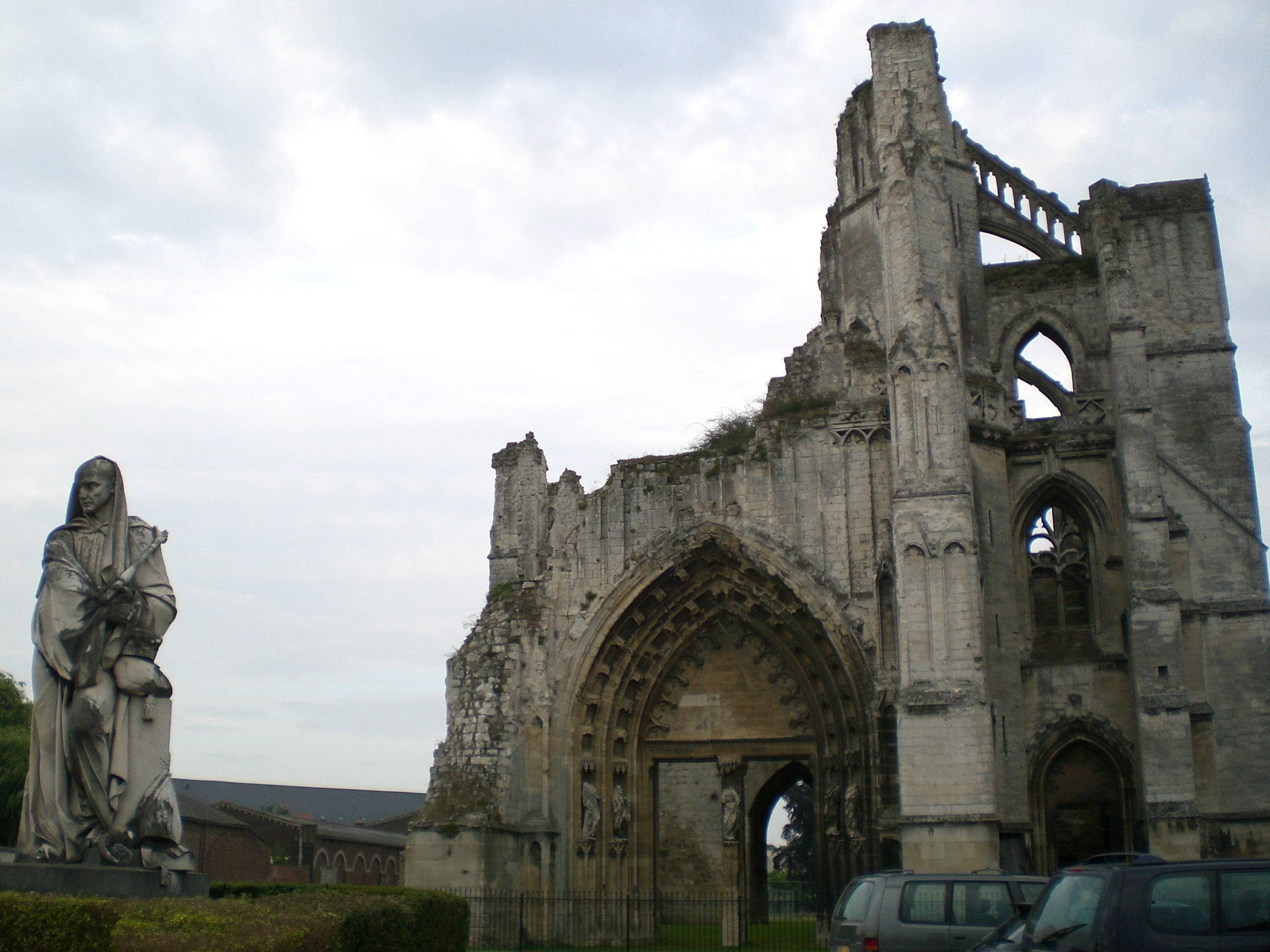
Ruinas de la abadía de SanBertin Abadía en Saint-Omer

Gerbod el flamenco, de Oosterzele, I conde de Chester, fue un defensor hereditario de la Abadía de San Bertin en Saint-Omer, Flandes (ahora Francia) y Conde de Chester en 1070.

## Vida
Gerbod de Oosterzele era hijo de otro Gerbod, protector hereditario de la abadía de San Bertin. Entre los catorce arrendatarios reales de Flandes, Gerbod fue uno de los más destacados. Su familia controlaba los señoríos de Oosterzele y Sheldewindeke, el señorío de Arques y poseía derechos territoriales en Saint-Omer. En 1066 estaba al servicio de Guillermo el Conquistador y participó probablemente en la batalla de Hastings, y entre 1067 y 1070 fue nombrado Conde de Chester, gobernando gran parte de aquel condado junto con la ciudad de Chester en el condado palatino de Chester. Su hermano Frederic era arrendatario real de Anglia Oriental y su hermana Gundred se casó con Willian de Warenne, más tarde conde de Surrey, con sede en Castle Acre, Norfolk.
Gerbod es mencionado como parte de la reducción de Cheshire en 1070 por el Conquistador, época en la que Gerbod recibió el condado de Chester. Orderico Vital informa que Gerbod fue acosado tanto por ingleses como por galeses en su nueva posición y que pudo haber estado contento de regresar a Flandes ese mismo año. También pudo ser por las preocupaciones originadas por la muerte del conde de Flandes, Balduino VI, y la guerra civil subsiguiente.
Según Orderico, Gerbod luchó en la batalla de Cassel en febrero de 1071 en Flandes, donde cayó en manos de sus enemigos y fue mantenido cautivo. Guillermo I, al quedar vacante el condado, utilizó su encarcelamiento para nombrar conde de Chester a Hugh 'el Lobo' d'Avranches. La crónica de Hyde informa que Gerbod murió en prisión. Sin embargo, fuentes inglesas y normandas afirman que Gerbod no fue encarcelado tras Cassel, sino que huyó a Roma para buscar perdón por asesinar a Arnulfo III, conde de Flandes, su señor en la batalla. Gregorio VII le envió a Hugo, abad de Cluny. Gerbod permaneció en Cluny convirtiéndose en un destacado monje dentro de su comunidad eclesiástica.
Antes de hacerse monje, Gerbod se casó con Ada (apellido desconocido) y tuvo al menos tres niños.

Condado de Chester

## Descendencia
- Arnulf III de Oosterzele-Scheldewindeke.[2]
- Gerbod III de Oosterzele-Scheldewindeke.[2]
- Albert de Scheldewindeke.[2]